# 那須野巧
那須野 巧（なすの たくみ、1982年10月4日 - ）は、東京都豊島区出身の元プロ野球選手（投手）。

## 経歴

### プロ入り前
子供のころは少年野球チームの千早タイガースに所属。野球チームと並行して、中学ではサッカー部に所属し、試合が重なったときはサッカーを優先していた。ただし、サッカーより野球の方が実力が突出していたと自覚し、職業として考えても野球の方が現実的と考え、駒場学園高では野球部に所属。しかし、スポーツ推薦ではなかったため、迷った末の入部であった。一般クラスだったこともあり、1年生の間はボールにも触れない期間が続いた。そんな時期を経て、中学時代は外野か一塁を守っていたが、地肩の強さから投手の練習を始めるようになる。同学年にはエースで打撃も良い伊藤秀範がいたが、1年から酷使されていた伊藤が故障したため、2年秋頃からは那須野が多く登板するようになった。当時から長身を活かした投球をするも、3年春の東京都ベスト4が最高で、甲子園大会出場はならなかった。
日本大学では1年秋からリーグ戦で登板し、3年春は入替戦で3試合連続先発完投し、1部残留。4年生春に5勝0敗、防御率0.39（1位）の活躍でチーム6季ぶりの優勝に貢献し、最高殊勲選手、最優秀投手、ベストナインに選ばれた。第53回全日本大学選手権で準優勝を果たし、敢闘賞に選ばれた。世界大学野球選手権・日米大学野球両日本代表に選ばれる。4年時のリーグ10連勝は新記録であった。東都大学リーグ通算50試合登板22勝10敗、防御率1.97、219奪三振。日大では佐藤義則以来8人目の20勝投手になる。
大型左腕として注目され、2004年度のNPBドラフト会議を前に横浜ベイスターズ、中日ドラゴンズ、福岡ダイエーホークスなどが10月末まで激しい争奪戦を繰り広げたが、本人は在京球団である横浜への球団を希望し、横浜に自由獲得枠で入団。日大の同期であった桑原義行も共に入団した。

### 横浜時代
ルーキーイヤーの2005年5月15日にプロ初登板・初先発。5月22日の対西武戦で先発し5回を4失点（自責点は2）でプロ初勝利を挙げた。即戦力と期待されながらも僅か1勝に終わった。シーズン最終登板のヤクルト戦でその日引退試合だった佐藤真一に流し打ちであわやホームランという大飛球（フェンス直撃の二塁打）を浴びた。
2006年、主に鶴岡一成とのバッテリーで、交流戦を中心に活躍した。開幕から好調を維持し、8月18日を終えた時点で83回を投げて防御率2.71と横浜投手陣上位の成績だった。その後は突然制球を乱す場面が目立ち、3試合合計で12.1回自責点18と打ち込まれ、結果として防御率4.05となってしまった。8月11日の東京ヤクルト戦では8回まで5安打の好投を見せ、点差も5点差と安全な状況から突然四球を連発し、9回無死満塁のピンチを招き降板。プロ初完投を逃している。試合は交代したマーク・クルーンが後続3人を抑え勝利。
2007年は契約金問題（後述）が発覚。プレーでは4月にプロ初セーブを記録。大矢明彦監督の下で手薄な左のリリーフとして1年間起用され、木塚敦志に次ぐチーム2位の63試合に登板し、防御率3.79の成績を残した。オフに左肩甲骨下角滑液包炎（かかくかつえきほうえん）治療のため手術を行った。
2008年は先発ローテーションに復帰。シーズンを通して安定度を欠き、5回前後で交代する試合が目立った。最終的に22試合80.2回投げながらわずか5勝、リーグワースト2位の12敗、防御率6.47という成績だったが貴重なローテーション投手だった。
2009年は主に左の中継ぎとして起用されたが、怪我もあり12試合の登板に終わった。防御率も11.57と前年の倍近くに悪化。シーズン終了後の11月9日、清水直行との1対2の交換トレードで齋藤俊雄と共に千葉ロッテマリーンズへ移籍。

### ロッテ時代
11月15日に入団発表が行なわれ、背番号は「47」に決定。2010年はプロ入り初の一軍登板なしに終わった。二軍では19試合登板で4勝4セーブ、防御率4.75という結果だった。
2011年も一軍での登板はなく、二軍でも僅か9試合の登板、防御率5点台に終わった。10月9日、戦力外通告を受け、12月2日、自由契約公示された。結局移籍後は一度も一軍登板がなかった。

### 現役引退後
その後は料理への道へと進み、調理師免許を取得後、東京都板橋区内で飲食店をオープンしたことがTwitter等で報じられた。2014年11月から東武東上線の大山駅近くで、鉄板焼き・お好み焼き・もんじゃ焼きの店『ひだまり』を営んでおり、地元の人気店となっていたが、コロナ禍での長期休業もあり、2021年4月30日に惜しまれつつ閉店した。

## 選手としての特徴・人物
192cmの長身から繰り出す角度のある直球に加え、スライダー・カーブ・チェンジアップと変化球も持ち合わせている。
しかし、左肩を痛めた2007年以降はストレートも平均140km/hを下回るようになった。角度のある遅い直球はアッパースイングの餌食となってしまい、各球団の中軸に長打を浴びることが多くなった。

### 契約金問題
2007年4月11日、球団側より入団時の契約金が最高標準額を大幅に超える5億3000万円、1年目の年俸も申し合わせの2倍となる3000万円だったことが発覚した。那須野は球団を通じ「これから自分ができることは、プロ野球選手としてグラウンド上で精いっぱいのプレーで結果を出すことです」とコメントした。後にこの問題についての説明を求められた時には「自分が矢面に立ったため、自分の責任は果たしたはず」と発言している。当時、横浜より高額を提示してきた球団がいくつもあったというが、横浜を選んだのは無名だった高校時代に一番最初に目を付けてくれたのが横浜のスカウトだったからだと引退後に明かしている。
この契約金の使い道については、「ぜんぶ遊びに使って、今はありません。出すとこで出さないと、ケチくさいと罵られるのがイヤで、パーッと散財したんです。とはいえ、1000万円以上かかったこの店の開業資金と、家族の生活費にも回したかな（笑）」と話している。

## 詳細情報

### 年度別投手成績
| 年 度     | 球 団     | 登 板 | 先 発 | 完 投 | 完 封 | 無 四 球 | 勝 利 | 敗 戦 | セ 丨 ブ | ホ 丨 ル ド | 勝 率 | 打 者 | 投 球 回 | 被 安 打 | 被 本 塁 打 | 与 四 球 | 敬 遠 | 与 死 球 | 奪 三 振 | 暴 投 | ボ 丨 ク | 失 点 | 自 責 点 | 防 御 率 | W H I P |
| --------- | --------- | ----- | ----- | ----- | ----- | -------- | ----- | ----- | -------- | ----------- | ----- | ----- | -------- | -------- | ----------- | -------- | ----- | -------- | -------- | ----- | -------- | ----- | -------- | -------- | ------- |
| 2005      | 横浜      | 8     | 4     | 0     | 0     | 0        | 1     | 2     | 0        | 0           | .333  | 109   | 22.0     | 32       | 5           | 12       | 0     | 0        | 16       | 1     | 0        | 22    | 20       | 8.18     | 2.00    |
| 2006      | 横浜      | 16    | 16    | 0     | 0     | 0        | 3     | 8     | 0        | 0           | .273  | 417   | 95.1     | 92       | 11          | 49       | 1     | 1        | 66       | 8     | 0        | 49    | 43       | 4.05     | 1.48    |
| 2007      | 横浜      | 63    | 1     | 0     | 0     | 0        | 4     | 5     | 1        | 12          | .444  | 276   | 61.2     | 68       | 6           | 26       | 1     | 1        | 43       | 5     | 0        | 29    | 26       | 3.79     | 1.52    |
| 2008      | 横浜      | 22    | 17    | 0     | 0     | 0        | 5     | 12    | 0        | 0           | .294  | 369   | 80.2     | 98       | 16          | 33       | 0     | 4        | 55       | 5     | 0        | 61    | 58       | 6.47     | 1.62    |
| 2009      | 横浜      | 12    | 0     | 0     | 0     | 0        | 0     | 0     | 0        | 2           | ----  | 34    | 7.0      | 9        | 1           | 5        | 0     | 0        | 5        | 1     | 0        | 9     | 9        | 11.57    | 2.00    |
| 通算：5年 | 通算：5年 | 121   | 38    | 0     | 0     | 0        | 13    | 27    | 1        | 14          | .325  | 1205  | 266.2    | 299      | 39          | 125      | 2     | 6        | 185      | 20    | 0        | 170   | 156      | 5.27     | 1.59    |

### 記録
投手記録
- 初登板・初先発：2005年5月15日、対北海道日本ハムファイターズ3回戦（札幌ドーム）、6回4失点で敗戦投手
- 初奪三振：同上、1回裏に木元邦之から見逃し三振
- 初勝利・初先発勝利：2005年5月22日、対西武ライオンズ3回戦（横浜スタジアム）、5回4失点
- 初ホールド：2007年4月7日、対中日ドラゴンズ2回戦（ナゴヤドーム）、8回裏に4番手で救援登板、1回無失点
- 初セーブ：2007年4月24日、対読売ジャイアンツ4回戦（フルキャストスタジアム宮城）、8回裏1死に6番手で救援登板・完了、1回2/3を無失点

打撃記録
- 初安打：2008年4月16日、対東京ヤクルトスワローズ5回戦（明治神宮野球場）、4回表に館山昌平から中前安打
- 初打点：同上、5回表に加藤幹典から中前適時打

### 背番号
- 13 （2005年 - 2009年）
- 47 （2010年 - 2011年）